# Най-красивата
„Най-красивата“ (на италиански: Bellissima) е филм на Лукино Висконти от 1951 г., с участието на Ана Маняни. Филмът е сатира на филмовата индустрия. Заснет е в киностудиото „Чинечитà“. Алесандро Блазети е съвременен режисьор, който играе себе си.

## Сюжет
Мадалена Чекони (Ана Маняни) е жена на работник и научава, че киностудио е обявило конкурс за момичета за участие в заснемането на нов филм. Тя решава, че нейната дъщеря, Мария Чекони трябва да се подготви за съдбата на голяма кинозвезда. С всички възможни средства те достигат до прослушванията. Мария няма специални таланти, но пътят към киното, като единствен начин да се измъкне от бедността, изглежда за Мадалена толкова очевиден, че тя не се спира пред нищо в опит да постигане заветната цел. Драматичната развръзка идва, когато майката и дъщерята тайно наблюдават реакцията на режисьора при прегледа на заснетия материал. Те виждат, че цялата снимачна група се смее над записа на дъщеря ѝ. След скандал майката и дъщерята напускат студиото. Все пак когато режисьорът най-накрая избира Мария за ролята, Мадалена отказва да подпише договора, разбирайки, че не трябва да обрича дъщеря си на пожизнено унижение заради пари.

## В ролите
| Изпълнител        | Роля                |
| ----------------- | ------------------- |
| Ана Маняни        | Мадалена Чекони     |
| Валтер Киари      | Алберто Ановаци     |
| Тина Апичела      | Мария Чекони        |
| Гастон Ренцели    | Спартако Чекони     |
| Текла Скарано     | Тилда Спернанцони   |
| Лола Бачини       | Жената на фотографа |
| Артуро Брагалия   | Фотографа           |
| Нора Ричи         | Перачката           |
| Алесандро Блазети | Себе си             |

## Награди и номинации
- 1952 Сребърна лента – Печели (Ана Маняни) за най-добра актриса